# Gandiol
Le Gandiol (ou Gandiole ou Ganjool) est ,historiquement, un terroir  du Sénégal situé sur la Grande-Côte, un peu au sud de Saint-Louis, non loin de l'embouchure du fleuve Sénégal. Depuis 2014, avec l'adoption de l'Acte de 3 de la décentralisation, c'est une commune à part entière.

## Histoire

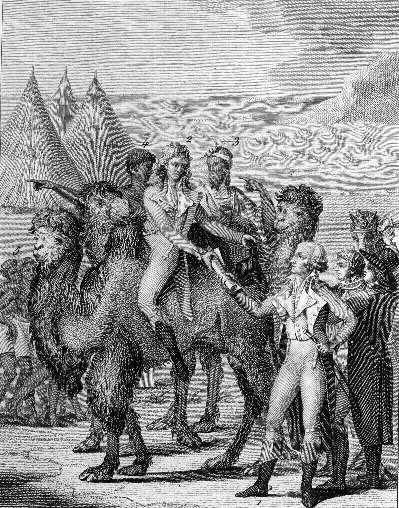
Habitants de Gandiol assistant au départ d'une mission vers Galam (gravure de 1802)

Le Gandiol est une ancienne province du Cayor.
En 2009 Gandiol est devenu une collectivité locale érigée en communauté rurale, puis en commune en 2014.

## Géographie
Aujourd'hui encore la région est parfois désignée comme « le Gandiol », ou Gandiolais.
C'est une grande zone qui regroupe plusieurs villages comme Tassinère, Ricotte, Mboumbaye, Ndiébène, Pilote, Darou Salam, Moui.

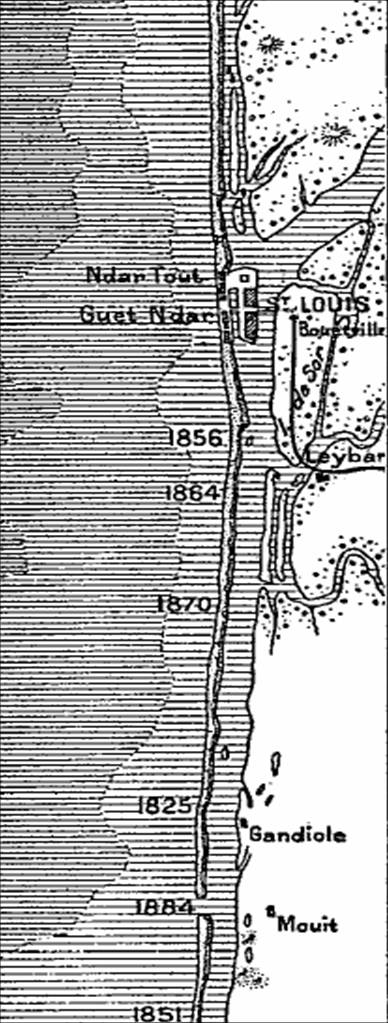
Gandiol, au sud de Saint-Louis

### Population
Les populations appelées « Gandiol-Gandiol » en langue wolof, vivent essentiellement de pêche et d'agriculture. Aujourd'hui, on les retrouve un peu partout dans les grandes villes du Sénégal : Dakar, Diourbel, Thiès et dans le monde. L'ancien président du Sénégal Abdoulaye Wade est originaire du Gandiol.

### Économie
Gandiol se trouve à l'extrémité nord de la zone des Niayes. Son activité dominante est le maraîchage. Cependant le tourisme, la pêche et le commerce occupent une place très importante.
À proximité de Gandiol se trouvent la Réserve de Guembeul avec ses tortues, gazelles, singes rouges, oryx... et le Parc national de la Langue de Barbarie.
Le Gandiol a accueilli la première école rurale de l'Afrique de l'Ouest, implantée d'abord dans le village de Mouit, puis transférée à Tassinère. La localité compte plusieurs écoles primaires, deux collèges d'enseignement moyen (CEM) et un Lycée.
Le village de Pilote est devenu très célèbre du fait de l'installation de son phare qui permet d'orienter bateaux et pirogues sur le fleuve.
Le village de Mouit abrite le Parc national de la Langue de Barbarie.

## Usage dans la littérature
David Diop cite le lieu à plusieurs reprises dans son roman Frère d'âme, notamment dans la phrase : « Son troupeau, venu de la vallée du fleuve Sénégal, rejoignait pendant la saison sèche les plaines éternellement herbeuses des Niayes, toutes proches de Gandiol ».